# Worms Revolution
Worms Revolution – strategiczna gra turowa z serii Worms, opracowana i wydana przez studio Team17. Premiera gry miała miejsce 10 października 2012 roku na platformach PlayStation 3, Xbox 360 oraz Microsoft Windows. 
Wersja przeznaczona na system OS X ukazała się 6 czerwca 2013 roku, natomiast edycja na konsolę PlayStation Vita, zatytułowana Worms Revolution Extreme, została wydana 8 października 2013 roku. Zawierała ona wszystkie trzy wcześniej opublikowane dodatki typu DLC i była również dostępna w zestawie promocyjnym z urządzeniem PlayStation TV.
Produkcja wykorzystuje trójwymiarowy silnik graficzny, przy jednoczesnym zachowaniu dwuwymiarowego charakteru rozgrywki, określanego mianem 2.5D.

## Rozgrywka
Mechanika rozgrywki w Worms Revolution opiera się na zasadach znanych z wcześniejszych odsłon serii. Gracz kieruje drużyną robaków, których celem jest eliminacja przeciwników przy użyciu zróżnicowanego arsenału broni i przedmiotów. Akcja toczy się na planszy o charakterze dwuipółwymiarowym (2.5D), umożliwiającej wykorzystanie elementów otoczenia do uzyskania przewagi taktycznej.
Nowością względem poprzednich części serii jest obecność wody rozmieszczonej w różnych partiach mapy, a nie wyłącznie na jej dnie. Gracze, niszcząc otoczenie, mogą spowodować wypływ wody ze zbiorników, co pozwala na zmywanie przeciwników z platform lub ich topienie, prowadzące do stopniowej utraty punktów życia. Gra wprowadza także nowe typy uzbrojenia, m.in. pistolet na wodę, wykorzystujące zaawansowaną symulację fizyki płynów. Dodatkowo pojawiają się interaktywne obiekty, które mogą zostać użyte jako elementy ofensywne lub defensywne.
Worms Revolution wprowadza również podział robaków na cztery zróżnicowane klasy postaci: żołnierza, zwiadowcę, naukowca oraz strażnika. Każda z klas charakteryzuje się unikalnymi cechami i umiejętnościami. Przykładowo, naukowiec potrafi tworzyć ulepszony ekwipunek oraz przyznawać sojuszniczym jednostkom dodatkowe punkty zdrowia na początku swojej tury.
Gra oferuje zarówno tryb jednoosobowy, jak i wieloosobowy, z możliwością rywalizacji lokalnej (na jednym urządzeniu) lub sieciowej. Użytkownicy mogą dostosowywać parametry rozgrywki, w tym zasady meczu, wygląd robaków, dostępne rodzaje broni oraz elementy otoczenia występujące na mapie.

## Rozwój gry
Worms Revolution oparta jest na klasycznych odsłonach serii Worms. 30 marca 2012 roku producent ogłosił rozpoczęcie prac nad grą, tworzoną w oparciu o nowy silnik graficzny. 
26 maja 2012 roku poinformowano, że Matt Berry oraz Dean Wilkinson będą odpowiedzialni za jej opracowanie.

## Rozszerzenia (DLC)
Do gry wydano cztery oficjalne rozszerzenia typu DLC:
- Worms Revolution: Medieval Tales[9],
- Worms Revolution: Funfair Pack[10],
- Worms Revolution: Mars Pack[11],
- Worms Revolution: Customization Pack.